# عبد الله بن حمد بن عبد الله آل معمر
الأمير عبد الله ابن الأمير حمد ابن الأمير عبد الله آل معمر هو الأمير الحادي عشر لإمارة العيينة، وقد تولى الحكم بعد تنازل أخيه الأمير محمد عن الحكم في سنة 1070 للهجرة، وفي السنة التي تلتها غزا أهل البير وساق إبلهم إلى العيينة فردوا في السنة التي تلتها بالإغارة على قوافل العيينة وارتهانها لديهم، فقاد جيشاً ضدهم واصطحب معه الشيخ سليمان بن علي جد الشيخ محمد بن عبد الوهاب وانتهت الغارة بالصلح بينهم.